# Jüdische Gemeinde Haslach im Kinzigtal
Eine Jüdische Gemeinde in Haslach im Kinzigtal, einer Stadt im Ortenaukreis in  Baden-Württemberg, bestand bereits im Mittelalter.

## Geschichte
Bei der Verfolgung in der Pestzeit 1349 wurden die Juden in Haslach der Brunnenvergiftung angeklagt und im Mai 1349 auf dem Haslacher Marktplatz verbrannt. Danach schweigen die Quellen bis zum 19. Jahrhundert.
Nach 1862 sind einzelne jüdische Personen und Familien nach Haslach zugezogen und diese bildeten von 1895 bis 1938 eine Filialgemeinde der jüdischen Gemeinde Offenburg. Die Gemeinde hatte seit Ende der 1890er Jahre einen Betsaal in einem Privathaus in der Sägerstraße 12 eingerichtet. Ihre Toten wurden auf dem jüdischen Friedhof in Schmieheim beigesetzt. Die Juden waren vor allem Kaufleute, wie z. B. die Viehhändler Isaak und Siegfried Mannheimer und der Weinhändler Heinrich Bloch.

## Nationalsozialistische Verfolgung
„1933 gab es nur noch zwei jüdische Familien in der Stadt: Alfred Moses (Kaufmann in der Mühlenstraße 9), der mit Altwaren, Altpapier, Lumpen, Fellen und Knochen handelte (Ehefrau Martha und Söhne Eugen und Helmut, siehe Foto unten) sowie der Kaufmann Josef Bloch (Sägerstraße 20), der Öle und Fette (für Maschinen, Wagen und Autos) verkaufte (Ehefrau Josefine und Sohn Artur). Beide Familien waren mit ihren Handlungen sofort vom angeordneten Boykott der jüdischen Geschäfte zum 1. April 1933 betroffen. Auch der Dentist Eugen Geismar (ein zum Katholizismus konvertierter Jude) wurde boykottiert. Alfred Moses gab sein Geschäft im Juni 1938 auf und zog nach Freiburg. Er wollte mit seiner Familie im Mai 1939 in die USA emigrieren, doch wurde das Schiff wieder nach Europa zurückgeschickt. Anfang 1940 gelang beim zweiten Versuch die Auswanderung von Frankreich aus.“ (aus: alemannia judaica)
Das Gedenkbuch des Bundesarchivs verzeichnet 8 in Haslach (da es verschiedene Orte mit dem Namen Haslach gibt, ist die Zuordnung nicht eindeutig!) geborene jüdische Bürger, die dem Völkermord des nationalsozialistischen Regimes zum Opfer fielen.

## Gemeindeentwicklung
| Jahr | Gemeindemitglieder |
| ---- | ------------------ |
| 1871 | 3 Personen         |
| 1875 | 5 Personen         |
| 1880 | 14 Personen        |
| 1885 | 25 Personen        |
| 1890 | 31 Personen        |
| 1895 | 37 Personen        |
| 1900 | 43 Personen        |
| 1905 | 29 Personen        |
| 1925 | 13 Personen        |
| 1933 | 8 Personen         |